# Sylvio Van Erven
Sylvio Van Erven (1887 - 1964) foi escritor, militar e político, com ativa participação na história do Paraná; tendo exercido diversos cargos e participado da revolta do Contestado e das revoluções de 1924, 1930 e 1932.

## Biografia
Sylvio Van Erven era filho do engenheiro civil Jacob Seixas van Erven, descendente do célebre comendador neerlando-brasileiro Jacob van Erven, e Maria Vieira Barcellos van Erven; tendo nascido em Cantagalo, Rio de Janeiro, a 11 de agosto de 1887.
Concluiu o ensino básico no Estado do Rio de Janeiro, assim como o curso Anexo à Escola Militar. E em 1906, como sargento do 6º Regimento de Artilharia do Exército, mudou-se para o Paraná.
Em 15 de maio de 1907 incluiu no Regimento de Segurança do Estado, atual Polícia Militar do Paraná; porém, em 14 de novembro de 1908 foi excluído da corporação, devido um motim ocorrido nesse período.
Em 16 de abril de 1912 incluiu no recém criado Corpo de Bombeiros do Paraná, com o posto de alferes e na função de quartel-mestre (logística, atual BM/4).
Com eclosão da Revolta de 1924 teve ativa participação na organização do Regimento Provisório de Cavalaria "Dilermando"; participando das operações de combate em Porto São José, Guaíra; e Campanário e Ponta Porã, Mato Grosso.
Participou da Revolução de 1930, colocando-se à disposição de Getúlio Vargas, e na contrarrevolução de 1932, integrando o Destacamento Litoral (uma companhia do Batalhão de Sapadores Bombeiros, uma companhia do 15º Batalhão de Caçadores do Exército, dois corpos auxiliares da Brigada Policial do Rio Grande do Sul, e um esquadrão da reserva da Força Pública do Paraná)
Em 1930 esteve à disposição do general francês Maurice Gamelin, chefe da Missão Militar Francesa em visita ao Brasil; tendo sido elogiado por ambos os chefes por sua conduta de perfeito soldado.
Foi ainda editor da publicação Anuário Sul do Brasil (1930 a 1962) que continha efemérides paranaenses, com o nome de Folhinha Propagandista Sul do Brasil; fundador e diretor da Revista Expansão Econômica (1936 a 1946); autor do suplemento dedicado inteiramente à Revolução de Outubro de 1930, contendo também as efemérides dessa revolução; do álbum  Paraná  Político e Econômico; e do livro Rebelião Paulista, dentre outros.
Na Polícia Militar do Paraná Sylvio Van Erven foi o criador  da Caixa de Pensões  Vitalícias do Corpo de Bombeiros do Paraná, e o responsável pela instalação dos bustos dos coronéis Cândido Dulcídio Pereira, Joaquim Antônio de Moraes Sarmento e João Gualberto Gomes de Sá Filho, no pátio da corporação.
Foi ainda o fundador da Conferência Vicentina São Francisco de Assis (atualmente na  Paróquia de Guadalupe), e dos Tiros de Guerra de Palmas, Prudentópolis, e de outras cidades paranaenses.
Faleceu em Curitiba em 02 de novembro de 1964.

### Promoções militares
- 2º Sargento em 29 de maio de 1907;
- Alferes em 16 de abril de 1912;
- Tenente em 14 de outubro de 1912;[3]
- Capitão em 19 de abril de 1913;
- Major em 5 de julho de 1928;[4]
- Tenente-coronel em 17 de agosto de 1932;[5]
- Coronel em 30 de janeiro de 1936.[6]

### Principais cargos exercidos
- Comandante-geral do Corpo de Bombeiros - de 01 a 19 de agosto de 1914; de 02 a 06 de maio de 1915; de 02 a 17 de setembro de 1916;  de 04 a 18 de maio de 1920; de 30 de junho a 2 de julho de 1928; de 30 de dezembro de 1928 a 28 de janeiro de 1929; de 04 de maio de 1930 a 15 de abril de 1932.
- Delegado de Polícia - Palmas (abril de 1917); Guarapuava (setembro de 1917);  Imbituva (fevereiro de 1918); Prudentópolis (maio de 1918);  Araucária (março de 1919); Clevelândia (março de 1921); Ribeirão Claro (maio de 1922); Tomazina (maio 1923); e Jaguariaíva (abril de 1927).
- Chefe da Casa Militar do Governador Manuel Ribas.[7]
- Chefe de Policia do Paraná, cargo político correspondente ao atual Secretário de Segurança; ocasião em que criou o Serviço de  Rádio, dentre outros melhoramentos.[8]
- Assistente Militar da Interventoria Federal no Paraná em 16 de abril de 1932.

### Condecorações
- Medalha de mérito em 07 de junho de 1920;
- Medalha de bronze em 26 de abril de 1924;
- Medalha de prata em 11 de junho de 1928;
- Medalha de ouro em 16 de dezembro de 1948.[9]